# کیرا، فوکیس
کیرا (یونانی: Κίρρα) روستایی در فوکیس در مرکز یونان است. جمعیت این روستا در سال ۲۰۱۱ ۱٬۳۸۵ نفر بوده است.